# Challenger de Cleveland 2023
El torneo Cleveland Open 2023 fue un torneo de tenis perteneció al ATP Challenger Tour 2023 en la categoría Challenger 75. Se trató de la 5ª edición; el torneo tuvo lugar en la ciudad de Cleveland (Estados Unidos), desde el 30 de enero hasta el 5 de febrero de 2023 sobre pista dura bajo techo.

## Jugadores participantes del cuadro de individuales
| Favorito | País                                  | Jugador              | Rank1 | Posición en el torneo |
| -------- | ------------------------------------- | -------------------- | ----- | --------------------- |
| 1        | Bandera de Ecuador                    | Emilio Gómez         | 101   | Semifinales           |
| 2        | Bandera de la República Popular China | Yibing Wu            | 114   | FINAL                 |
| 3        | Bandera de Estados Unidos             | Steve Johnson        | 119   | Cuartos de final      |
| 4        | Bandera de Estados Unidos             | Jack Sock            | 129   | Primera ronda         |
| 5        | Bandera de Estados Unidos             | Aleksandar Kovacevic | 163   | CAMPEÓN               |
| 6        | Bandera de Estados Unidos             | Stefan Kozlov        | 199   | Cuartos de final      |
| 7        | Bandera de Estados Unidos             | Brandon Holt         | 215   | Segunda ronda         |
| 8        | Bandera de Canadá                     | Gabriel Diallo       | 223   | Cuartos de final      |

- 1 Se ha tomado en cuenta el ranking del 16 de enero de 2023.

### Otros participantes
Los siguientes jugadores recibieron una invitación (wild card), por lo tanto ingresan directamente al cuadro principal (WC):
- Stefan Kozlov
- Alex Michelsen
- Jack Pinnington Jones

Los siguientes jugadores ingresan al cuadro principal tras disputar el cuadro clasificatorio (Q):
- Jaimee Floyd Angele
- Ryan Harrison
- Toby Kodat
- Aidan Mayo
- Matija Pecotić
- Alfredo Perez

## Campeones

### Individual Masculino
- Aleksandar Kovacevic derrotó en la final a  Yibing Wu, 3–6, 7–5, 7–6(2)

### Dobles Masculino
- Robert Galloway /  Hans Hach Verdugo derrotaron en la final a  Ruben Gonzales /  Reese Stalder, 3–6, 7–5, [10–6]